# Rugosomyces
Rugosomyces is een geslacht van schimmels behorend tot de familie Lyophyllaceae. De typesoort is Rugosomyces onychinus.

## Soorten
Volgens Index Fungorum telt het geslacht drie soorten (peildatum december 2023):
| Soortnaam              | Auteur(s)            | Publicatiejaar |
| ---------------------- | -------------------- | -------------- |
| Rugosomyces caucasicus | (Singer) Kalamees    | 2004           |
| Rugosomyces obscuratus | (P. Karst.) Kalamees | 1995           |
| Rugosomyces persicolor | (Fr.) Bon            | 1991           |